# Presbytère des Rosiers-sur-Loire
Le presbytère des Rosiers-sur-Loire est un presbytère situé aux Rosiers-sur-Loire, en France.

## Localisation
Le presbytère est situé dans le département français de Maine-et-Loire, sur la commune des Rosiers-sur-Loire.

## Historique
L'édifice, bâti au 16e siècle, est inscrit au titre des monuments historiques en 1970.